# 김동완 (축구인)
김동완(1977년 2월 16일 ~ )은 재치있는 멘트로 인기를 얻고 있는 SBS와 SBS SPORTS의 축구 해설위원이며 축구 평론가이다. 또한, 네이버 스포츠 라디오프로그램 풋볼 N 토크의 진행자이기도 하다. 그의 신장은 190cm이고 이에 아울러 그는 FIFA 공인 에이전트이기도 하다.

## 경력

### 방송
- 2010년 6월 ~ 현재 SBS 축구 해설위원
- 2010년 6월 ~ 2010년 7월 2010 FIFA 남아공 월드컵 SBS 축구 해설위원(3D방송)
- 2009년 12월 ~ 현재 네이버스포츠 풋볼 N 토크 MC
- 2009년 8월 ~ 현재 SBS ESPN 축구 해설위원

### 기타
- FIFA 공인 에이전트
- 호남대학교 체육과학부 겸임교수
- 전주대학교 체육학부 전임강사

## 특징
- 유행어: 쪼~~호, 들어갔어요~~선수이름(예: 세르히오 아구에로, 웨인 루니, 알렉시스 산체스 등)

## 같이 보기
- 풋볼 N 토크 - 김동완이 진행하고 있는 프로그램

- 싸커조커 - 김동완, 고현준이 함께 진행하고 있는 프로그램